# Andrée Limozin-Balas
Andrée Limozin-Balas (née en 1886 et morte en 1981) est une peintre pastelliste française, élève des peintres Jules Lefebvre et Tony Robert-Fleury à l'académie Julian ou aux beaux-arts.

## Biographie

### Famille
Andrée Limozin est la fille de Joseph Limozin (1861-1931), gérant de la société Limozin & Cie (quincaillerie), président de la Chambre des Négociants-Commissionnaires et du Commerce Extérieur, chevalier de la Légion d'honneur, et de Suzanne Rémond (1865-1944).
Elle grandit dans une famille parisienne. Elle est l'aînée d'une fratrie de 3 enfants : une sœur Yvette (1891-1965) et un frère Jean (1902-1936), journaliste et auteur dramatique, qui périt en mer, au large de Belle-Île-en-Mer, avec son épouse Licette (1904-1936), chanteuse, interprète de mélodies et opérettes, et son fils Bernard (1926-1936) (seule survivante sa fille Catherine).

### Artiste peintre
Elle est l'élève des peintres Jules Lefebvre et Tony Robert-Fleury.
Elle expose régulièrement à la galerie Georges Petit située 8 rue de Sèze dans le 8e arrondissement de Paris, du 15 au 28 février 1921, relaté dans la revue politique et littéraire Revue bleue, du 1er au 15 juin 1926. Événement mentionné par Le Petit Journal du 5 juin 1926, dans son article Art et curiosité.
Andrée Limozin-Balas participe à de nombreuses expositions tels que le rapportent les journaux de l'époque. Elle est citée dans l'article "Les arts" du journal Comœdia du 24 février 1921 consacré aux expositions, en page 13 de la revue satirique Les Potins de Paris du 25 avril 1926, en décembre 1929 et en page 4 du journal Le Figaro du 30 avril 1910 consacré à la Société des artistes français.
Les dessins, gravures et objets d'Arts dont les pastels d'Andrée Limozin-Balas étaient exposés dans des rotondes, petites pièces menant aux salles d'expositions des peintures. Elle dessine principalement des portraits - les membres de sa famille, enfants, grand-mère, frères et sœurs - ou des paysages croqués à Paris ou sur ses lieux de vacances tel que sa fille Anne-Marie aux Houches, le domaine skiable en Savoie.
En 1937, elle expose au Musée du Jeu de paume aux côtés d'autres artistes femmes, contemporaines internationales.

### Mort
Andrée Limozin-Balas décède le 15 décembre 1981 à Berck-sur-Mer à l'âge de 95 ans, où résident deux de ses filles.
Elle est inhumée au cimetière de Montmartre dans le 13e arrondissement de Paris.

## Œuvres
- Fillette à la robe violette au bouquet de fleurs sauvages (1913) en pastel
- Petite Fille (1913) en pastel
- Portrait de face et profil gauche (1922) en pastel sur papier
- Portrait de jeune fille (1961) en pastel sur papier
- Portrait de Grand-mère Suzanne Rémond
- Chapelle Notre Dame de la Joie (Finistère) en pastel
- Plusieurs pastels représentant la Seine : The Cruise, Péniche,...

## Vie privée
Elle se marie avec Jean Balas (1881-1971), entrepreneur des travaux publics et particuliers, officier de la Légion d'honneur, le 18 décembre 1909 à Paris Xe, puis religieusement le 20 décembre à l'Église Saint-Vincent-de-Paul de Paris.
Le couple a quatre enfants :
1. Nicole (1911-2015) qui épouse Gérard Billaudot (1911-1986), président de la maison d'édition musicale Gérard Billaudot Editeur, dont postérité,
2. Jeannine (1912-2000) qui épouse Roger de Cagny (1908-1978), chirurgien, dont postérité,
3. Anne-Marie (1918-2019), violoniste et chef de chœur, officier de l'ordre des Arts et des Lettres, qui épouse Joseph Giret (1911-1985), chirurgien, chevalier de l'ordre national du Mérite, dont postérité,
4. Philippe (1921-2017), entrepreneur des travaux publics et particuliers (dirigeant du groupe Balas), qui épouse Catherine Portier (1923-2010), dont postérité[5].